# Rodnikí (Bilohirsk)
|  | Per a altres significats, vegeu «Rodnikí». |

Rodnikí (en ucraïnès i rus: Родники) és un poble de la República Autònoma de Crimea a Ucraïna, que el 2014 tenia 39 habitants. Pertany al districte de Bilohirsk.